# Edward Frank Wente
Edward Frank Wente est un égyptologue américain né en 1930.
Edward F. Wente, spécialiste du  Nouvel Empire, est professeur d'égyptologie à l'Oriental Institute of Chicago, dont il a été directeur en 1972-73.

## Publications
- The literature of ancient Egypt: an anthology of stories, instructions, and poetry, Publisher: New Haven ; Yale University Press, 1973,  (ISBN 0300017111) ;
- An X-ray atlas of the royal mummies, Publisher: Chicago : University of Chicago Press, 1980,  (ISBN 0226317455) ;
- Letters from Ancient Egypt, published by Scholars Press, 1990.